# Großraming
Großraming – gmina w Austrii, w kraju związkowym Górna Austria, w powiecie Steyr-Land. Według danych Austriackiego Urzędu Statystycznego liczyła 2724 mieszkańców (1 stycznia 2015).

## Współpraca
Miejscowość partnerska:
- Aicha vorm Wald, Niemcy